# Ray Freeman
Ray Freeman (6 de janeiro de 1932 – 1 de maio de 2022) foi um químico britânico. Foi laureado com a Medalha Real de 2002, professor aposentado do Jesus College (Cambridge), onde prosseguiu a trabalhar sobre espectroscopia por ressonância magnética nuclear.

## Carreira
Ele vem desenvolvendo dispositivos e técnicas de RMN de alta resolução desde a década de 1950. Entre outras coisas, ele usou técnicas de ressonância dupla e tripla para a análise de espectros de RMN de alta resolução e a determinação dos sinais relativos das constantes de acoplamento de spin nos espectros de prótons. Ele estudou o acoplamento spin-spin e o relaxamento spin-lattice, aplicou a espectroscopia de transformada de Fourier à RMN e foi um dos primeiros a desenvolver a RMN bidimensional.
Em 1979 tornou-se membro da Royal Society, recebendo a Medalha Real em 2002.

## Morte
Freeman morreu no dia 1 de maio de 2022, aos 90 anos.

## Obras
- A Handbook of Magnetic Resonance, Longman 1987
- NMR in Chemistry and Medicine, Oxford UP  2003
- Spin choreography : basic steps in high resolution NMR, Oxford UP 2011